# Романов, Василий Михайлович
Васи́лий Миха́йлович Рома́нов (13 марта 1910, д. Большие Угороды, Новгородская губерния — 13 августа 1987, Новгород) — участник Великой Отечественной войны, командир отделения 46-го отдельного сапёрного батальона 55-й стрелковой дивизии 61-й армии Центрального фронта, Герой Советского Союза (15 января 1944), старший сержант.

## Биография
Василий Михайлович Романов родился 13 марта 1910 года в деревне Большие Угороды (ныне — Шимский район Новгородской области) в крестьянской семье. Русский. После окончания начальной школы работал в колхозе.
В июле 1941 года призван в Красную Армию. С июля 1942 года — в действующей армии. Участвовал в боях под Старой Руссой, Воронежем, Москвой и на Орловско-Курской дуге.

Сержант Романов — мужественный и бесстрашный воин Красной Армии, своими подвигами вписавший немало страниц в героическую историю 46-го отдельного сапёрного батальона и 55-й стрелковой дивизии… Сержант Романов — дерзкий и умелый минёр-разведчик, воспитавший немало таких же, как он сам, храбрецов.— Из боевой характеристики.
Старший сержант В. М. Романов отличился при инженерной разведке оборонительных сооружений противника на реке Снов. Во время форсирования Днепра Василий Романов с группой разведчиков получил приказ произвести инженерную разведку во вражеском тылу. 15 сентября—5 октября 1943 года у посёлка Любеч (Репкинский район Черниговской области) бойцы узнали расположение минных полей, дотов и дзотов, количество переправочных средств противника. Во время одной из вылазок был взорван понтонный мост. Полученные данные передавались в дивизию, что позволило успешно форсировать реку. Отделение Романова переправилось в составе дивизионной разведки и сразу же вступило в бой. Закрепившись на вершине склона, они прикрывали переправу солдат. В ходе этого боя В. М. Романов был ранен.
Указом Президиума Верховного Совета СССР «О присвоении звания Героя Советского Союза генералам, офицерскому, сержантскому и рядовому составу Красной Армии» от 15 января 1944 года за «образцовое выполнение боевых заданий командования по форсированию реки Днепр и проявленные при этом мужество и героизм» Василию Михайловичу Романову было присвоено звание Героя Советского Союза с вручением ордена Ленина и медали «Золотая Звезда».
После окончания войны В. М. Романов вернулся в родную деревню, где работал в колхозе. Позднее переехал в Новгород.
Умер в 13 августа 1987 года. Похоронен на Западном кладбище на Аллее Героев.

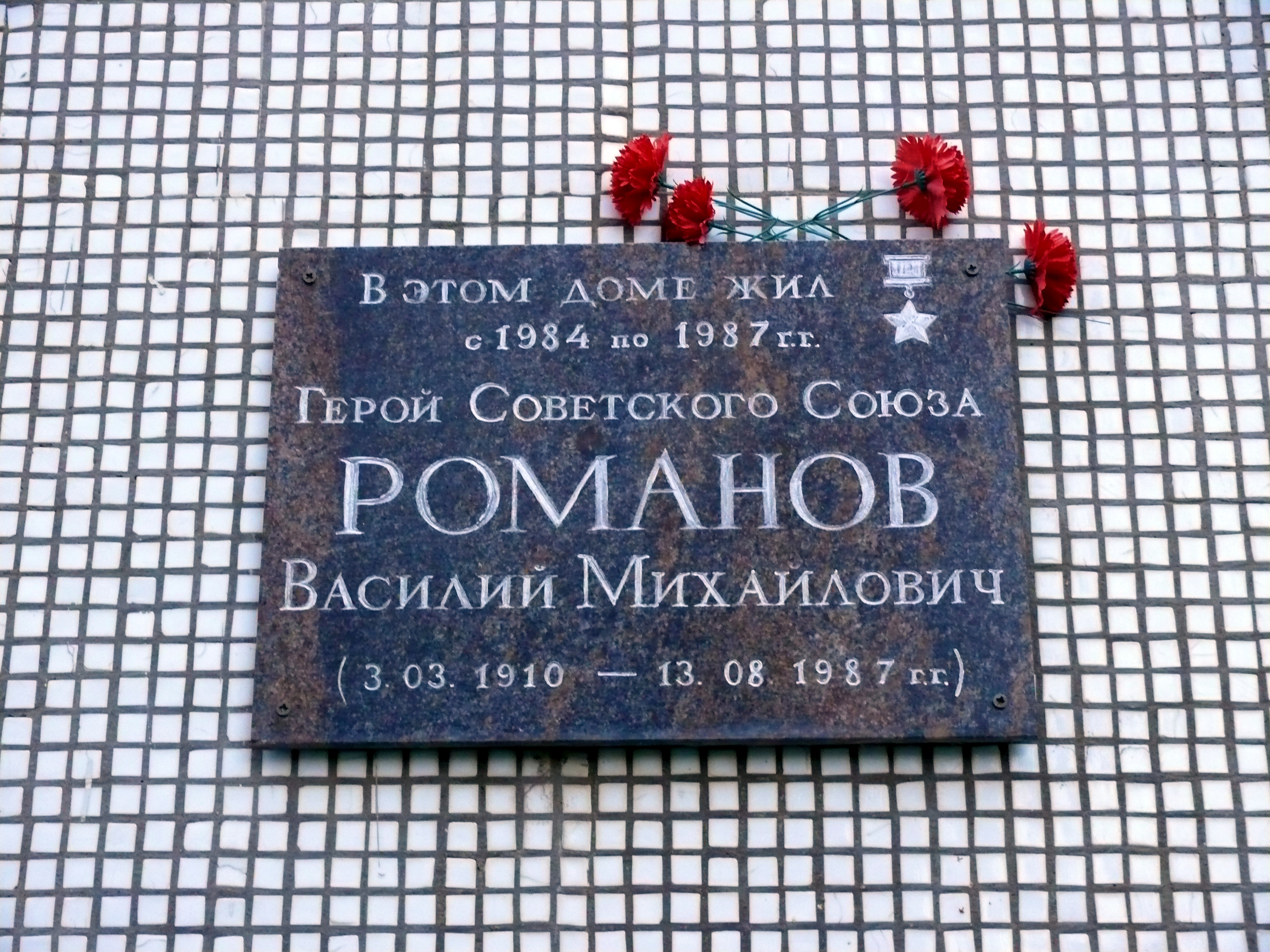

## Награды
- Герой Советского Союза (1944):
  - медаль «Золотая Звезда»,
  - орден Ленина;
- орден Отечественной войны 1 степени;
- орден Красной Звезды;
- медали.

## Память
- В 1999 году на доме № 40, корпус 2 по проспекту Мира в Великом Новгороде, в котором жил Герой Советского Союза, была установлена мемориальная доска.